# Alexander Vovin

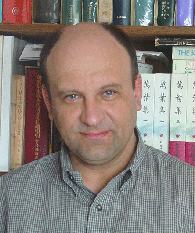
Alexander Vovin

Alexander Vovin (russisch Александр Владимирович Вовин Alexander Wladimirowitsch Wowin; * 27. Januar 1961; † 8. April 2022) war ein russisch-amerikanischer Philologe und Sprachwissenschaftler. Zuletzt forschte er an der École des hautes études en sciences sociales in Paris. Er verfasste unzählige Artikel und Monografien zu den – im weitesten Sinne – altaischen Sprachen, deren genetische Verwandtschaft er jedoch ablehnte.

## Ausbildung
Alexander Vovin erwarb seinen Magisterabschluss in Sprachwissenschaft an der Staatlichen Universität Sankt Petersburg im Jahre 1983 sowie sein Doktorat in historischer japanischer Sprachwissenschaft und vormoderner Literatur von derselben Universität 1987. Seine Doktorarbeit bezog sich auf das Werk Hamamatsu Chūnagon Monogatari (ca. 1056).

## Forschung
Alexander Vovins Hauptforschungsgebiet war die japanische historische Sprachwissenschaft. Hier interessierten ihn vor allem die japanischen Sprachzeugnisse aus der Nara-Zeit (710–792 nach Christus), aber auch jene der Heian-Zeit (792–1192). Seine letzte große Arbeit vor seinem Ableben war eine komplette akademische Übersetzung des Man’yōshū (ca. 759), des frühesten und größten vormodernen japanischen Gedichtbandes. In seiner Übersetzung verband er traditionelle philologische Herangehensweisen mit neuen historisch-sprachwissenschaftlichen Erkenntnissen, was seine Arbeit von vorhergehenden Arbeiten zum Man’yōshū unterscheidet.
Weitere Forschungsgebiete waren das Ainu, die frühen mongolischen und Turksprachen sowie Etymologien und Lehnbeziehungen zwischen den sogenannten altaischen Sprachen.

## Tod
Alexander Vovin starb am 8. April 2022 an Krebs.